# Джеймс Франк
Джеймс Франк (нім. James Franck; 26 серпня 1882, Гамбург — 21 травня 1964, Геттінген)  — німецько-американський фізик, Нобелівський лауреат з фізики 1925 року. Премія присудження «за відкриття законів зіткнення електрона з атомом» (спільно з Людвігом Герцем). В 1951 році удостоєний медалі імені Макса Планка. У 1945 році підписав звернення до влади США («Доповідь Франка») з проханням не проводити атомні бомбардування японських міст.

## Біографія
Німецький фізик Джеймс Франк народився 26 серпня 1882 р. у Гамбурзі в родині банкіра. У гамбурзькій гімназії, де навчався Франк, акцент робився на класичну освіту з вивченням предметів гуманітарного спрямування, які його не цікавили.
Коли в 1901 р. батько послав його в Гейдельберзький університет, то очікувалося, що Франк вивчить юриспруденцію та економіку, після чого займеться традиційною для його родини банківською справою. Проте в Гейдельберзі він вивчав також геологію і хімію, тут він зустрів Макса Борна, який підтримав інтерес Джеймса до фізичної науки. Пізніше Борн переконав батьків Франка допомогти синові в його прагненні отримати наукову освіту.
1902 року Джеймс Франк перейшов до Берлінського університету, тодішнього центру фізичної науки та освіти в Німеччині. Там він навчався в Генріха Рубенса, Еміля Варбурга, Макса Планка. З короткими перервами він залишався в цьому університеті до 1920 року. За цей час познайомився й заколегував з такими видатними вченими, як Ліза Мейтнер, Отто Ган, Петер Вінсгайм, Роберт Поль, Вільгельм Вестпфаль, Альберт Ейнштейн. Докторський ступінь він отримав в 1906 р. за дослідження рухи іонів в газових розрядах. Після короткого періоду роботи асистентом-викладачем в університеті Франкфурта-на-Майні Джеймс Франк повернувся в Берлінський університет асистентом фізичної лабораторії у 1911 р. Він завершив свою габілітацію на право бути приват-доцентом, але все ще залишався асистентом з правом читати лекції і отримувати за них платню.
Дж. Франк почав спільну роботу з Густавом Герцом в 1913 р. У своїх перших спільних експериментах Франк і Герц досліджували взаємодію електронів з атомами благородних газів низької густини. Саме ця робота, що вивчала непружні зіткнення, привела їх до відкриття квантової передачі енергії в зіткненнях атомів і електронів.
Дослідження Франка були перервані Першою світовою війною. Він добровольцем пішов в армію, служив офіцером на російсько-німецькому фронті й після важкого захворювання був відправлений у тил. 1916 року він повернувся на посаду асистента в Інституті фізичної хімії та електрохімії товариства ім. Кайзера Вільгельма, а вже в наступному році очолив секцію фізичної хімії в цьому інституті. 1918 року був призначений в інституті екстраординарним професором. Герц розмірковував про остаточну інтерпретацію результатів спільного дослідження, Франк продовжив дослідження непружних зіткнень електронів з молекулами й атомами.
Після закінчення війни (1917 р.) Франк очолив секцію  фізичної хімії в Берлінському Інституті фізичної хімії та електрохімії товариства ім. Кайзера Вільгельма.
1921–1934 рр. займав посаду професора й директора другого Інституту експериментальної фізики Геттінгенського університету (інститут теоретичної фізики очолював Макс Борн, перший інститут експериментальної фізики - Роберт Поль, якому підпорядковувалися усі три інститути фізики).

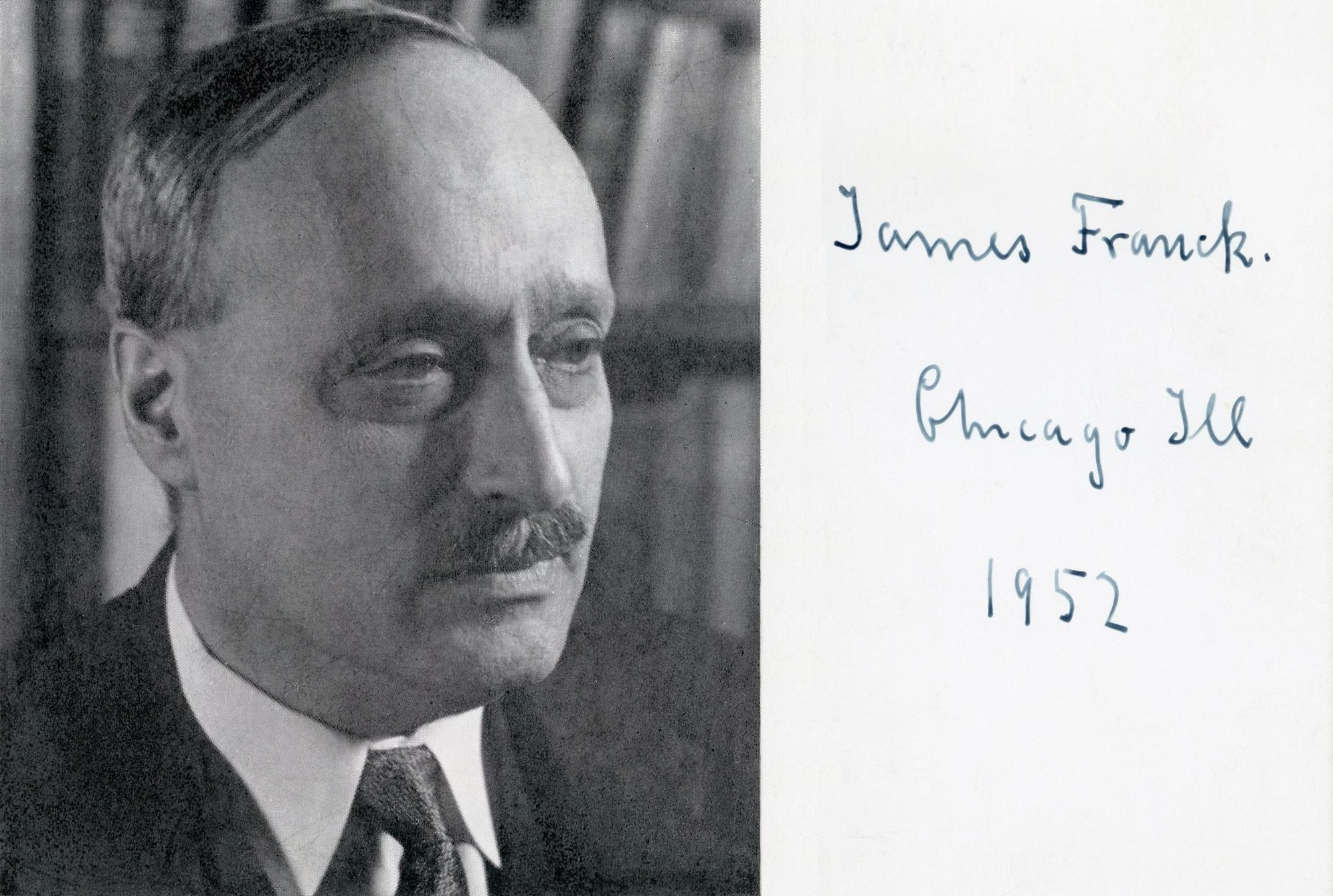
James Franck, Chicago 1952

1926 року Шведська королівська академія наук нагородила Джеймса Франка й Густава Людвіга Герца Нобелівською премією з фізики за 1925 р.  «за відкриття законів зіткнень електронів з атомами». У своїй Нобелівській лекції Дж. Франк указав, що «перші роботи Нільса Бора з теорії атома з'явилися за півроку до закінчення цієї роботи». «Згодом, — продовжував він, — мені здавалося цілком незрозумілим, чому ми не усвідомили фундаментального значення теорії Бора, причому до такої міри, що жодного разу навіть не згадали про неї в своїй науковій доповіді».
Після того, як Адольф Гітлер став рейхсканцлером (1933), німецький уряд став виганяти євреїв з академічних посад. Хоча Франк і був євреєм, але його заслуги в період Першої світової війни спочатку захищали його від усунення з посади. Утім він сам подав у відставку, оскільки не хотів виконувати вказівку про звільнення співробітників і студентів єврейської національності. Він заявив про свою незгоду публічно, що було актом особистої мужності. Перед тим як покинути Німеччину Франк, незважаючи на економічну депресію, зумів знайти роботу закордоном для кожного члена своєї лабораторії.
1935 р. емігрував до Сполучених Штатів, де працював на посаді професора Університету Джонса Гопкінса, а через 3 роки був призначений професором фізичної хімії й директором нової лабораторії фотосинтезу Чиказького університету.
1941 Франк став американським громадянином. Після вступу США в Другу світову війну Франк керував хімічним відділом металургійної лабораторії Чиказького університету, яка була складовою частиною Манхеттенського проєкту створення атомної бомби. Після поразки Німеччини Франк очолив комітет, який вивчав соціальні та політичні наслідки застосування ядерної зброї. У доповіді комітету, виголошеній у червні 1945, йшлося про заборону застосування ядерної зброї у військових цілях, доки вона не буде продемонстрована в будь-якому ненаселеному місці представникам усіх націй. 1949 він став почесним професором у відставці Чиказького університету й продовжував активні дослідження, особливо з фотосинтезу.
Джеймс Франк помер раптово, коли вони з дружиною в 1964 р. гостювали у друзів у Геттінгені.

### Родинне життя
1907 року Дж. Франк одружився з шведською піаністкою Інгрід Йозефсон, у них було дві дочки. Інгрід Франк померла в 1942 р. після тривалої хвороби.  1946 року Франк одружився з Гертою Шпонер, своєю колишньою асистенткою, яка стала професором фізики Дюкского університету в Даремі (штат Північна Кароліна).

## Дослідження
Дж. Франк і Густавом Герцом розпочали свої експерименти з розсіяння електронів в розріджених благородних газах у 1913. Вони виявили, що при низьких енергіях зіткнення електронів з атомами газів відбувається без великої втрати енергії, тобто ці зіткнення є пружними. У 1914 вчені повторили свої досліди, використовуючи пару ртуті, і виявили, що електрони сильно взаємодіють з атомами ртуті, віддаючи їм частку своєї енергії. Такі зіткнення називаються непружними.
У проміжку від 1900 і часу експериментів Франка та Герца Макс Планк, Альберт Ейнштейн і Нільс Бор розпочали створення квантової теорії. Ця теорія передбачала, що енергія передається речовині не неперервно, а дискретними порціями, які Ейнштейн назвав квантами. Енергія кванта світла виражається через частоту за допомогою множника, відомого як стала Планка. У 1913 Бор запропонував квантову модель атома, в якій електрони рухаються навколо ядра тільки по певних орбітах, що відповідають певним енергетичним станам; коли електрони переходять з однієї орбіти на іншу, вони випромінюють або поглинають кванти. Модель Бора відповідала на деякі заперечення проти планетарної моделі атома й, зокрема, пояснювала дискретність спектрів елементів. При нагріванні газу він поглинає енергію у формі тепла, а потім випромінює її у вигляді світла, кожен елемент випромінює світло специфічних кольорів, або довжин хвиль, які можна розділити, отримавши при цьому серію ліній, яка називається спектром елемента. За Бором кожна лінія спектру відповідає певній кількості енергії, що випромінюється при переході електрона з орбіти з вищою енергією на орбіту з нижчою енергією. Хоча ця теорія викликала серед фізиків величезний інтерес і багато в чому переконала їх у справедливості квантової теорії, вона все ж не була підтверджена експериментально.
У своїх знаменитих експериментах Франк і Герц показали, що електрони можуть передавати енергію атому ртуті тільки порціями кратними 4,9 електронвольта. (Один електронвольт — це кількість енергії, яку набирає електрон, прискорений в електричному полі з напругою в один вольт.) Потім Франк і Герц припустили, що атоми ртуті можуть випромінювати енергію, рівну поглинутій, що означало б існування спектральної лінії з визначеною довжиною хвилі. Виявивши цю лінію в спектрі ртуті, Франк і Герц зробили висновок, що атоми при бомбардуванні їх електронами і поглинають, і випромінюють енергію неподільними порціями, або квантами. Робота з газами інших елементів підтвердила це відкриття.
Експерименти Дж. Франк та Герца не лише продемонстрували існування квантів енергії переконливіше, ніж будь-яка попередня робота, але й дали новий метод вимірювання сталої Планка. Більш того, їхні результати видали експериментальне підтвердження моделі Бора. Ні Франк, ні Герц не зрозуміли цього спочатку, звернувши мало уваги на припущення Бора. Однак Бор та інші вчені незабаром скористалися результатами Франка та Герца, щоб підтвердити ідеї Бора, що суттєво вплинуло на розвиток квантової теорії.

## Нагороди і визнання
У 1953 р. він став почесним громадянином Геттінгена. Франк був членом багатьох наукових організацій, включаючи американську Національну академію наук, Асоціацію сприяння розвитку науки, Американське філософське товариство, Американське хімічне товариство, Американське ботанічне товариство і Лондонське королівське товариство.
- Нобелівська премія з фізики (1925)
- медаль Макса Планка (1951)
- премія Румфорда (1955)